# Binnenbeenlengte
De binnenbeenlengte is een maat die wordt gebruikt voor twee doelen:
1. voor het bepalen van de framehoogte én de zithoogte van de fiets
2. voor het bepalen van de juiste kledingmaat van een broek.

## Binnenbeenlengte voor fietsframes

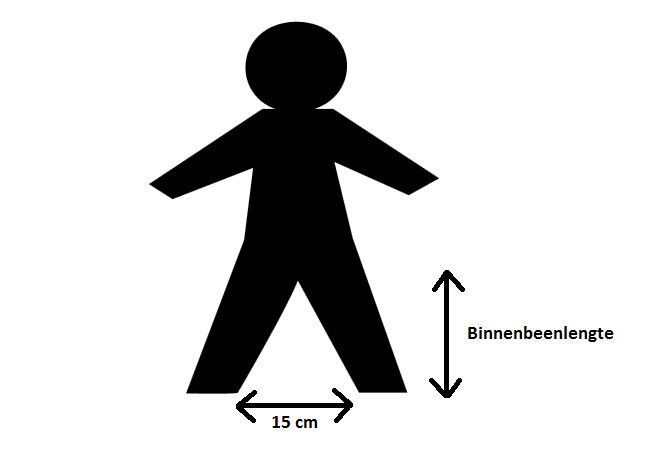
Binnenbeenlengte meten voor fietsframes

Het bepalen van de framemaat geldt vooral bij een klassiek raceframe met een horizontale bovenbuis. Het bepalen van de zithoogte geldt voor alle typen (race-)fietsen.
De binnenbeenlengte wordt gemeten door de maat te nemen van het kruis tot aan de grond, waarbij de voeten -zonder schoeisel- circa 15 cm van elkaar plat op de grond staan. 
Om tot de juiste framemaat te komen, wordt de binnenbeenlengte met een factor 0,68 vermenigvuldigd. Dit is de lengte van de staande buis (ook wel zitbuis), gemeten vanaf hart trapas tot de bovenkant van de zitbuis. In Italië wordt echter gerekend van hart trapas tot het punt van de kruising van de bovenbuis met de zitbuis.
De meeste frames hebben tegenwoordig een aflopende bovenbuis, "sloping" genaamd. Bij sloping frames is de zitbuis in meerdere of mindere mate korter en gaat bovenstaande richtlijn niet meer op. Je zou ook kunnen zeggen dat de klassieke framemaat zijn betekenis verloren heeft.
De zithoogte wordt bepaald door de binnenbeenlengte te vermenigvuldigen met 1,08 en zo de afstand tussen het pedaal (in laagste stand) en de bovenkant van het zadel vast te stellen.
Meet men de binnenbeenlengte met wielerschoenen en vergelijkt men dat met de hoogte van de fiets gemeten van de grond tot op de bovenbuis op de plaats waar de fietser over de bovenbuis staat (Engels: "standover"), dan kan men bepalen of een fiets al dan niet te hoog is voor de fietser. 

## Binnenbeenlengte voor kledingmaat
De binnenbeenlengte van een broek wordt gemeten vanaf het kruis, langs het been tot aan de onderkant van de broekspijp, terwijl men rechtop staat met de voeten bijna gesloten. Dit meten gaat dus anders dan het meten voor fietsframes. 